# Ruddervoorde Koerse
La Ruddervoorde Koerse, appelée aussi Prix Saint-Eloois, est une course cycliste belge, organisée depuis 1952 à Ruddervoorde en Flandre-Occidentale.
L'édition 2020 est annulée à cause de la pandémie de Covid-19.
Selon « Le Site du Cyclisme », une édition aurait eu lieu en 1942 dans laquelle le belge Stan Ockers serait sorti vainqueur.

## Palmarès
| Année | Vainqueur                  | Deuxième                   | Troisième              |
| ----- | -------------------------- | -------------------------- | ---------------------- |
| 1952  | Leon Van Daele             | H. Dennis                  | Aloïs Deloor           |
| 1953  | Leon Van Daele             | Robert Claeys              | Valère Ollivier        |
| 1954  | Roger Desmet               | Omer Braeckeveldt          | René Mertens           |
| 1955  | André Blomme               | Henri Van Kerckhove        | Paul Taildeman         |
| 1956  | André Rosseel              | Paul Borremans (nl)        | Julien Pascal          |
| 1957  | Leon Van Daele             | Gilbert Desmet             | Jozef Parmentier       |
| 1958  | Leon Van Daele             | Norbert Coreelman          | Marcel Ongenae         |
| 1962  | Gabriel Borra              | Gustave Van Vaerenbergh    | Kamiel Buysse          |
| 1963  | Gilbert Maes               | Bernard Van De Kerckhove   | André Noyelle          |
| 1964  | Noël Foré                  | Norbert Coreelman          | Hugo De Thaey          |
| 1966  | Eric Demunster             | Roland Van De Rijse        | Jacques Delhaye        |
| 1967  | Daniel Van Ryckeghem       | Guido Reybrouck            | Leopold Van den Neste  |
| 1968  | Jozef Timmerman            | Pol Mahieu                 | Sylvère Hellebuyck     |
| 1969  | Frans Verstraeten          | Willy Maes                 | Etienne Sonck          |
| 1970  | Willy Maes                 | Jan Van Katwijk            | Jaak Clauwaert         |
| 1971  | Herman Vrijders            | Eric Leman                 | André Dierickx         |
| 1972  | Willy Van Neste            | Eric Leman                 | Jaak De Boever         |
| 1973  | Willy Van Neste            | Herman Vrijders            | Albert Van Vlierberghe |
| 1974  | André Dierickx             | Lucien De Brauwere         | Daniel Verplancke      |
| 1975  | Ronald De Witte            | Ronny De Bisschop          | Frans Verhaegen        |
| 1976  | Jos Schipper               | Willy Van Neste            | José Vanackere         |
| 1977  | Jan Raas                   | Etienne Van der Helst (nl) | Christian Muselet      |
| 1978  | Willem Peeters             | Guido Van Calster          | Herman Beysens         |
| 1979  | Walter Godefroot           | Patrick Lefevere           | Frank Hoste            |
| 1980  | Walter Schoonjans          | Walter Planckaert          | Bert Oosterbosch       |
| 1981  | Rik Van Linden             | Werner Devos               | Eddy Planckaert        |
| 1982  | Etienne Van der Helst (nl) | Dirk Demol                 | Guido Van Sweevelt     |
| 1983  | Eddy Planckaert            | Werner Devos               | Noël Segers            |
| 1984  | Walter Schoonjans          | Eddy Planckaert            | Dirk Heirweg           |
| 1985  | William Tackaert           | John Dekeukelaere          | Dirk De Wolf           |
| 1986  | Michel Vermote             | Yvan Lamote                | Ron Mackay             |
| 1987  | Franky Van Oyen (nl)       | Patrick Roelandt           | Roger Ilegems          |
| 1988  | Patrick Verplancke         | Hendrik Redant             | Patrick Deneut         |
| 1989  | Ludo Giesberts             | Jan Bogaert                | Johan Devos            |
| 1990  | Peter De Clercq            | Ludo Giesberts             | Harry Lodge            |
| 1991  | Jan Bogaert                | Marco van der Hulst (nl)   | Marc Macharis          |
| 1992  | Michel Cornelisse          | Jan Bogaert                | Luc Dierickx           |
| 1993  | Jan Mattheus               | Johan Remels               | Patrick Deneut         |
| 1994  | Philip De Baets            | Jerry Cooman               | Ken Hashikawa          |
| 1995  | Peter Spaenhoven (nl)      | Pascal De Smul (nl)        | Wim Feys               |
| 1996  | Ludo Dierckxsens           | Frank Høj                  | Paul Konings           |
| 1997  | Dany Baeyens               | Franky De Buyst            | Oleg Pankov            |
| 1998  | Jans Koerts                | Bart Heirewegh             | Matthew Gilmore        |
| 1999  | Geert Omloop               | Jurgen Vermeersch (nl)     | Aart Vierhouten        |
| 2000  | Geert Omloop               | Michel Vanhaecke           | Robbie McEwen          |
| 2001  | Eric De Clercq             | Darius Strole              | Niko Eeckhout          |
| 2002  | Steven De Jongh            | Robbie McEwen              | Mario De Clercq        |
| 2003  | Jeroen Blijlevens          | Geert Omloop               | Sébastien Mattozza     |
| 2004  | Mario De Clercq            | Jurgen Vermeersch (nl)     | Gorik Gardeyn          |
| 2005  | Michael Blanchy            | Ludo Dierckxsens           | Kristof Trouvé (nl)    |
| 2006  | Christian Murro            | Stijn Devolder             | Preben Van Hecke       |
| 2007  | Sébastien Rosseler         | Philippe Gilbert           | Olivier Kaisen         |
| 2008  | Sébastien Rosseler         | Gianni Meersman            | Geert Omloop           |
| 2009  | Stefan Van Dijk            | Tyler Farrar               | Aart Vierhouten        |
| 2010  | Jack Bobridge              | Patrick Cocquyt            | Frederik Veuchelen     |
| 2011  | Dirk Bellemakers           | Rob Ruijgh                 | Stijn Vandenbergh      |
| 2012  | Steven Caethoven           | Jens Keukeleire            | Kurt Hovelijnck        |
| 2013  | Steven Caethoven           | Jonathan Breyne            | Jurgen Van De Walle    |
| 2014  | Jarno Gmelich Meijling     | Sjoerd Van Ginneken        | Victor Campenaerts     |
| 2015  | Preben Van Hecke           | Huub Duyn                  | Gianni Marchand        |
| 2016  | Mathieu van der Poel       | Michael Vingerling         | Jonas Rickaert         |
| 2017  | Lawrence Naesen            | Jelle Wallays              | Harry Tanfield         |
| 2018  | Tim Merlier                | Stijn Steels               | Nikolas Maes           |
| 2019  | Sasha Weemaes              | Tim Merlier                | Alfdan De Decker       |
| 2021  | Sasha Weemaes              | Timothy Dupont             | Alexander Salby        |
| 2022  | Stan Dewulf                | Tom Devriendt              | Ruben Apers            |
| 2023  | Edward Theuns              | Samuel Leroux              | David van der Poel     |
| 2024  | Joran Wyseure              | Arjen Livyns               | Liam Walsh             |
| 2025  | Jasper Dejaegher           | Cériel Desal               | Tars Poelvoorde        |